# Mala (Vavaʻu)
Mala ist eine kleine Insel in der tonganischen Inselgruppe Vavaʻu.

## Geographie
Mala liegt im Meeresarm zwischen ʻUtungake beziehungsweise Vavaʻu und Kapa im Zentrum von Vavaʻu, genau zwischen den Ortschaften Nga’unoho (Talihau, ʻUtungake) und ’Otea (Kapa).

## Klima
Das Klima ist tropisch heiß, wird jedoch von ständig wehenden Winden gemäßigt. Ebenso wie die anderen Inseln der Vavaʻu-Gruppe wird Mala gelegentlich von Zyklonen heimgesucht.